# Bráctea

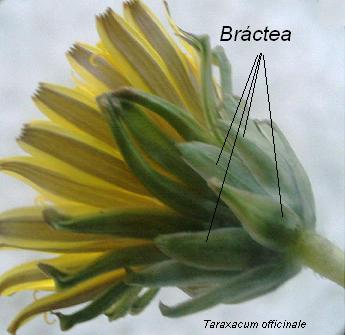
Brácteas en el diente de león.

La bráctea es el término usado en botánica, introducido por Carlos Linneo, que hace referencia al órgano foliáceo en la proximidad de las flores, diferente a las hojas normales y a las piezas del perianto.
Su función principal no es la fotosíntesis, sino proteger las flores o inflorescencias. Aunque son verdes, hay algunas excepciones en las que durante su proceso de desarrollo adquieren una diversa variedad de colores, muchas veces intensos y llamativos, como en el caso de las hortensias (Hydrangea), la flor de pascua (Euphorbia pulcherrima), las buganvillas (Bougainvillea) o la espata de los Anthurium, de tal manera que a menudo se confunden con las verdaderas flores. 
Suelen ser de menor tamaño que las hojas normales y en algunos casos, como ocurre en el tilo, son más grandes que la flor. En otros casos, como en las compuestas (Asteraceae), son muy pequeñas, como ocurre por ejemplo en las brácteas del diente de león (Taraxacum officinale), y —para esta familia— se las denomina a menudo filarios y, equivocadamente, al conjunto de dichos filarios se lo llama calículo.
Se consideran hojas más o menos modificadas florales especializadas que se encuentran en las bases de las flores o los tallos de esta misma. Comúnmente se asocian con los cúmulos florales (inflorescencias) y se consideran hojas especializadas que pueden atraer a los polinizadores y ser tan coloridas tal como los pétalos. Como por ejemplo en la flor de Nochebuena (Euphorbia pulcherrima) las flores en sí no tienen pétalos, pero las brácteas florales de colores brillantes que rodean a las flores pequeñas actúan como pétalos. En los cornos comúnmente conocidos como cornejos y en algunas otras plantas, las pequeñas flores tienen pétalos discretos. Sin embargo, las grandes brácteas de color blanco a rosa que rodean los grupos de flores, el observador las reconoce como pétalos, pero en realidad hojas modificadas.
En  Salvia viridis, se producen grandes brotes en la parte superior de los tallos florales, justo sobre las flores. 
Son de origen foliar, pero diferenciadas de los nomofilos, pueden ser verdes o de colores vistosos. En la axila de las brácteas nacen las ramificaciones de la inflorescencia o las flores. En el capítulo las brácteas o filarias forman el involucro y cada flor puede estar acompañada a su vez de la bráctea madre de la flor. A menudo suelen estar relacionadas con  bracteolas que son brácteas pequeñas que aparecen sobre el pedicelo de una flor, generalmente en monocotiledóneas. 
Pueden aparecer en forma adnada como en Bugambillea glabra, Bráctea emparejada como en davidia involucrata, brácteas adnadas como en Tilia plathyphillos.